# 比嘉バービィ
比嘉 バーバラ（ひが ばーばら、1985年7月24日 - ）は、ペルー生まれ、日本出身の女性ファッションモデル、タレント。過去の所属事務所はアミューズ。

## 来歴・人物
- ペルーに生まれ、5歳の時に日本へ移住した。
- 父はスペイン系ペルー人、母は日本とペルーのハーフ。姉が1人居る。日本語、スペイン語、英語を操るトリリンガル。
- 特技はダンス、ピアノ、バレーボール。
- 趣味は音楽・映画鑑賞。
- 土屋アンナは、彼女の芸名が本名であると勘違いしていた[1]。そのため、「比嘉バービィは芸名であり、本名がバーバラである」とフォローした[1][2]。

## 出演

### テレビ
- すくいず!（2007年、テレビ朝日）
- 働きマン 第5話（2007年、日本テレビ） - 安寿 役
- 正しい王子のつくり方（2008年、テレビ東京） - 玉城ジェーン 役
- 俺たちは天使だ! NO ANGEL NO LUCK 第6話（2009年8月5日、テレビ東京）
- スクランブルエッグ（2009年、BSフジ）
- 地球テレビ エル・ムンド（2012年4月 - 2013年3月、NHK BS1） - 火曜レギュラーMC
- ハシゴマン（2012年、TOKYO MX）
- 渋谷LIVE! ザ・プライムショー （2012年10月 - 2013年3月、WOWOW） - 中継リポーター。[3]また、2013年1月28日には「ペルーエンタメ大特集」でゲスト出演している。[4]
- 朝だ!生です旅サラダ（2013年4月 - 2014年3月 ABCテレビ） - 旅サラダガールズ第3期生（月替わり出演）
- 村上マヨネーズのツッコませて頂きます!（2014年1月19日 関西テレビ）
- 日立 世界ふしぎ発見！ （2014年6月7日 - TBSテレビ）- ミステリーハンター
  1. 2014年6月7日 第1119回 「トルコ・イスタンブール　ボスポラス海峡をめぐる知られざる3つの物語」
  2. 2014年9月6日 第1330回 「カリブ海から最新神秘情報発信中! メキシコ　オーシャンミステリー」
  3. 2014年12月6日 第1340回「いい湯を愛して3500年 イタリア 古代ローマ温泉遺産」
  4. 2015年2月21日 第1348回「マレーシア 視察ツアー 私もいつかはロングステイ」
  5. 2015年5月23日 第1356回「アマゾン大紀行! 生命の源 水没ジャングルの謎」
  6. 2015年7月25日 第1364回「ハッピーウェディングから紐解く日本人ハワイ愛の秘密」
  7. 2016年1月23日 30周年直前 ミステリー大挑戦!「世界三大ミュージアム発　最新ナゾ解きの旅スペシャル」
  8. 2016年2月27日 第1386回「冬のサムライ・ルート! 外国人を魅了する湯けむり日本の秘密」
  9. 2016年6月4日 第1397回「今行くべき国・ポルトガル・海洋王国の遺産」
  10. 2016年7月23日 第1402回「全てが五つ星!! 紺碧のアドリア海紀行」
  11. 2016年9月17日 第1408回「青の淑女と赤の女王 ペルー 謎の古代帝国ワリ」
  12. 2016年10月15日 第1411回「スペイン 憧れの美食革命」
  13. 2016年11月26日 第1416回「アルゼンチン 真逆の国の豊かさの秘密」
  14. 2017年1月28日 第1422回「ジャパン・箱根×ニュージーランド・タウポ 世界は温泉を愛してる!」
  15. 2017年11月18日 第1454回 「アメージング ギリシャ! 天空の修道院と神々が棲む山」
  16. 2018年2月10日 第1464回 「チョコレート 世界をHAPPYにするあま～い魔法」
  17. 2018年5月19日 第1473回 「天国に一番近い島は日本人にも近い島！南太平洋の楽園 ニューカレドニア」
  18. 2018年2月10日 第1486回 「秘島セントヘレナ ナポレオンが伝説になった島」
  19. 2019年3月9日 第1507回 「最後の秘境が身近に！ 南極ロマンクルーズ」
  20. 2019年8月3日 第1522回 「おいしいアゼルバイジャン＆ジョージア 草野が選ぶ！西のシルクロードおもてなしグルメベストテン」
  21. 2019年12月7日 第1536回 「南米アマゾン最新ミステリー 密林クジラとハイテク先住民」
  22. 2020年5月2日 第1552回 「オーストラリア 自然と共に生きるワイルドライフ」
  23. 2020年6月13日 第1557回 「極北・アフリカ・アマゾンを旅する大冒険！」
  24. 2021年8月28日 第1605回 「極寒のミステリー大陸 南極」
- チャージ730!(2016年1月4日- テレビ東京) - レギュラーレポーター
- うまいッ! (2018年6月17日 - NHK)

### Web
- NAGARAプライムショー（2013年1月 -、USTREAM・WOWOW制作） - ニュースハンター

### CM
- 三井アウトレットパーク
- JVCケンウッド「エブリオ」
- ドール「ドールバナナ」
- イトーヨーカ堂「ArioBAZAR」
- コーセー「VISSE」
- オリオンビール ( オリオン初氷点貯蔵サザンスタークール)
- ジョンソンヴィル

### 広告
- ピーチ・ジョン「PJ」
- NISSEN
- セシール
- 三愛「水着楽園」
- ムラサキスポーツ「MIZUGI Collection」
- オリゾンティ「INTERPLANTE」「WINGS」
- カネボウ化粧品「KATE」
- プーマジャパン
- ヨネックス

他

### 雑誌
- Oggi
- FRaU
- an・an
- MAQUIA
- 美的
- VoCE
- GLAMOROUS
- ar
- Ray
- ViVi
- GISELe
- With
- MORE
- InRed
- S Cawaii!
- 25ans wedding
- ゼクシィ

他

### ミュージックビデオ
- Coldrain「8am」PV(2009年)
- TRIBAL CHAIR「My world is not ever」PV(2009年)
- TSUYOSHI「優しい涙」PV(2008年)
- Acid Black Cherry「ジグゾー」PV(2008年)

### イベント
- 癒しフェア2011 in TOKYO トークショー

### 映画
- 渇き。（2014年）